# لوح شكوى إلى إيا ناصر

صورة اللوح

لوح شكوى إلى إيا ناصر هو شكوى منحوتة على لوح طين أرسلت إلى تاجر يدعى إيا ناصر من قبل زبون يدعى ناني. ويُعتبر هذا اللوح أقدم شكوى خطية معروفة وهو محفوظ في المتحف البريطاني.

## عنه

مخطط لمسكن إيا ناصر المحتمل

سافر إيا ناصر إلى الخليج العربي لشراء النحاس والعودة لبيعه في بلاد الرافدين. في إحدى المرات، وافق إيا ناصر على بيع سبائك نحاسية إلى ناني. أرسل ناني خادمه مع المال لإتمام الصفقة. كان النحاس دون المستوى المطلوب وتم رفضه. بالتالي، نقش ناني الرسالة بالكتابة المسمارية لإرسالها إلى إيا ناصر. وفي الرسالة شكوى لإيا ناصر حول شحنة النحاس الخام من العيار الخطأ ومشاكل تتعلق بشحنة أخرى. كما احتج ناني على سوء المعاملة التي تعرض لها خادمه الذي أُرسل لإتمام الصفقة. وأعلن ناني أنه لم يقبل الشحنة، حتى وقت كتابة تلك الرسالة، رغم دفعه لثمنها.

## تاريخه ووصفه
يعود تاريخ اللوح إلى 1750 قبل الميلاد. ويبلغ ارتفاعها 11,6 سنتيمتر وعرضها 5 سنتيمترات وسماكتها 2,6 سنتيمتر وهي مشوهة بعض الشيء.

## مقره
استحوذ المتحف البريطاني على اللوح بعد عمليات النهب التي تعرض لها المتحف الوطني في بغداد عام 2003. اكتُشف اللوح لأول مرة في موقع أور الأثري.

## الترجمات
قام أ. ليو أوبنهايم بترجمة عدة أسطر من اللوحة في مقال نُشر عام 1954 في مجلة الجمعية الشرقية الأمريكية. 
تم إعداد ترجمة للوحة إلى اللغة الإنجليزية بواسطة و. ف. ليمانز في عام 1960; وقد ضمت ترجمة لييماينز هذه الأسطر التي قام أوبنهايم بترجمتها بالإضافة إلى بعض المدخلات من فريتس رودولف كراوس حول معنى بعض الأسطر.
قام أوبنهايم بنشر ترجمة كاملة للوحة بنفسه في عام 1967, دون علمه بوجود أي ترجمات أخرى لهذه اللوحة.
تم نشر ترجمة مستوحاة من ترجمة مارك فان دي ميروب أُرسلت في تواصل شخصي إلى ستيفن جارفنكل في عام 2010; وقد أشارت مراجعة كتاب بواسطة والتر فاربر إلى أن هذه الترجمة "لا تلتزم دائمًا بالتفاصيل".
نشر I. M. Diakonoff ترجمة إلى اللغة الروسية في عام 1990.

## وصلات خارجية
- صور إضافية